# Badehotellet (film 1915)
Badehotellet è un film muto del 1915. Il nome del regista non viene riportato nei credit del film che, sceneggiato da Harriet Bloch, fu interpretato da William Bewer, Edith Buemann, Mitzi Mathe, Einar Zangenberg.

## Produzione
Il film, prodotto dalla Kinografen, venne girato a Skagen, nello Jutland.

## Distribuzione
In Danimarca, il film fu distribuito dalla Kinografen che lo presentò in prima nell'omonima sala di Copenaghen il 1º gennaio 1915. In Finlandia, con il titolo Kylpyhotelli, uscì in sala il 25 ottobre 1915.